# Wadde hadde dudde da?
Wadde hadde dudde da? – singiel niemieckiego piosenkarza Stefana Raaba napisany i wyprodukowany przez samego artystę i wydany na jego piątej płycie zatytułowanej TV Total – Das Album.
W 2000 roku utwór reprezentował Niemcy w 45. Konkursie Piosenki Eurowizji dzięki wygraniu w lutym finału krajowych eliminacji eurowizyjnych po zdobyciu największego poparcia telewidzów. 13 maja Raab zaprezentował numer w finale widowiska i zajął w nim piąte miejsce z 96 punktami na koncie, w tym m.in. z maksymalnymi notami 12 punktów od Szwajcarii, Hiszpanii i Austrii.

## Lista utworów
CD single
1. „Wadde hadde dudde da?” (Grand Prix Version) – 3:00
2. „Wadde hadde dudde da?” (Radio Edit) – 3:28
3. „Wadde hadde dudde da?” (Grand Prix Instrumental) – 3:00
4. „Wadde hadde dudde da?” (Radio Edit Instrumental) – 3:28